# 友田恭助
友田 恭助（ともだ きょうすけ、1899年（明治32年）10月30日 - 1937年（昭和12年）10月6日）は、日本の新劇俳優。本名は伴田五郎。

## 略歴・人物
1899年（明治32年）、東京市日本橋区（現 : 東京都中央区）に実業家の伴田六之助の子として生まれる。幼い頃から芝居を好んで過ごし、錦城中学校へと進んだ。中学生の頃に土方与志と知り合い、伯母の住む神奈川県茅ヶ崎の家に南湖座と名付けられた芝居小屋を作ってもらい、土方らと素人劇団を作りそこで演劇をしていた。1917年（大正6年）に早稲田大学独文科へと進み、在学中に新劇協会の畑中蓼坡の指導を受けて、1919年（大正8年）に『ワーニャ伯父さん』で本格的な舞台初出演を果たした。翌1920年（大正9年）に舞台『青い鳥』の大阪公演に専心するため早稲田大学を中退し、同年末、当時10代前半であった初代水谷八重子、夏川静江らと師走会（翌年わかもの座と改称）を立ち上げた。
八重子が水谷竹紫と共に起こした第二次芸術座への出演などを経て、1924年（大正13年）に小山内薫、土方与志、和田精、汐見洋、浅利鶴雄と共に築地小劇場の創立同人として創設に参加した。第1回公演の『海戦』を皮切りに、『狼』、『夜の宿』、『愛慾』などに出演し、1925年（大正14年）に女優の田村秋子と結婚、1928年（昭和3年）には久保田万太郎作『大寺学校』で新生面をひらき人気を博した。1929年（昭和4年）の小山内の死により築地小劇場が分裂した後、翌年の劇団新東京創立を経て、1932年（昭和7年）、秋子と築地座を旗揚げする。岸田國士や久保田らの賛助を得て、雑誌『劇作』に発表された市民感覚あふれる創作劇を次々に上演し、小山祐士ら若い劇作家に創作の機会を与えたが、1936年（昭和11年）に築地座は解散した。
翌1937年（昭和12年）9月、岸田、久保田、岩田豊雄、妻の田村秋子らと文学座を創立するが、間際に友田は召集令状を受けており、文学座結成発表会が友田の戦地への歓送会となっている。同月20日に応召して赤羽工兵隊に入隊、10月6日に上海郊外の呉淞で戦没した。
文学座の第一回公演は、妻の田村明子が友田の遺骨が届かぬうちは出演できないと主張したため延期となった。
同年12月、南京総攻撃に従軍した西條八十は、彼の死を悼んで「呉淞クリークのほとりに立ちて」の長詩を捧げた（『戦火にうたふ』収録）。友田の死は『敵前渡河 噫！友田伍長』として日活多摩川撮影所により映画化され、翌年2月に上映された。
茅ヶ崎市南湖4丁目にあった友田恭助の別荘を囲むようにしてある坂は伴田の坂と呼ばれている。